# Liste des tunnels les plus longs du boulevard périphérique de Paris

Localisation des tunnels de plus de 300 mètres de longueur

Cet article recense les tunnels les plus longs du boulevard périphérique de Paris, à savoir ceux d'une longueur supérieure à 100 mètres. La terminologie tunnel recouvre à la fois les tunnels proprement dits présentant un ou deux tubes et les tranchées couvertes dont les parois sont verticales.
Le boulevard périphérique comporte 23 tunnels de plus de 100 mètres de longueur dont sept de plus de 300 mètres de long.  Deux tunnels ont une longueur de plus de 500 mètres, le tunnel du Parc des Princes (580 mètres) et le tunnel du lac supérieur (580 m). Les cinq autres sont la couverture Courcelles (17e, 422 m), le tunnel de la porte de Vanves (14e, 410 m), les  tunnels de la butte Mortemart (368 m et 362 m) et les tunnels de la place du Maquis-du-Vercors (19e, 360 m) et du quartier de Fougères (20e, 320 m) qui constituent la couverture de la porte des Lilas.

## Liste des tunnels de longueur supérieure à 100 mètres
| Rang position | Rang longueur | Nom de l'ouvrage               | Arrondissement | Tube 1    | Tube 1       | Tube 1               | Tube 1      | Tube 1    | Tube 1         | Tube 2    | Tube 2       | Tube 2               | Tube 2      | Tube 2    | Tube 2         | Coordonnées                 |
| Rang position | Rang longueur | Nom de l'ouvrage               | Arrondissement | Nb. voies | Longueur (m) | Largeur roulable (m) | Ventilation | Eclairage | Date ouverture | Nb. voies | Longueur (m) | Largeur roulable (m) | Ventilation | Eclairage | Date ouverture | Coordonnées                 |
| ------------- | ------------- | ------------------------------ | -------------- | --------- | ------------ | -------------------- | ----------- | --------- | -------------- | --------- | ------------ | -------------------- | ----------- | --------- | -------------- | --------------------------- |
| 1             | 13            | Porte Dorée                    | 12e            | 4         | 220          | 14,00                | non         | oui       | 1970           | 4         | 220          | 14,00                | non         | oui       | 1970           | 48° 50′ 02″ N, 2° 24′ 32″ E |
| 2             | 11            | Pelouse de Reuilly             | 12e            | 4         | 230          | 14,00                | non         | oui       | 1970           | 4         | 230          | 14,00                | non         | oui       | 1970           | 48° 49′ 56″ N, 2° 24′ 14″ E |
| 3             | 4             | Porte de Vanves                | 14e            | 3         | 410          | 10,50                | oui         | oui       | 2008           | 3         | 410          | 10,50                | oui         | oui       | 2008           | 48° 49′ 30″ N, 2° 19′ 09″ E |
| 4             | 23            | Porte Brancion                 | 15e            | 3         | 102          | 10,50                | non         | oui       | 1964           | 3         | 102          | 10,50                | non         | oui       | 1964           | 48° 49′ 32″ N, 2° 18′ 01″ E |
| 5             | 16            | Porte de Saint-Cloud (Lafont)  | 16e            | 4         | 197          | 14,00                | non         | oui       | 1971           | 4         | 197          | 14,00                | non         | oui       | 1971           | 48° 50′ 10″ N, 2° 15′ 24″ E |
| 6             | 22            | Porte de Saint-Cloud           | 16e            | 4         | 109          | 14,00                | non         | oui       | 1971           | 4         | 100          | 14,00                | non         | oui       | 1971           | 48° 50′ 18″ N, 2° 15′ 16″ E |
| 7             | 1             | Parc des Princes               | 16e            | 4         | 580          | 14,00                | oui         | oui       | 1971           | 4         | 580          | 14,00                | oui         | oui       | 1971           | 48° 50′ 29″ N, 2° 15′ 15″ E |
| 8             | 19            | Porte d'Auteuil                | 16e            | 4         | 163          | 14,00                | non         | oui       | 1972           | 4         | 154          | 14,00                | non         | oui       | 1972           | 48° 50′ 51″ N, 2° 15′ 15″ E |
| 9             | 5             | Butte Mortemart                | 16e            | 4         | 368          | 14,00                | oui         | oui       | 1971           | 4         | 362          | 14,00                | oui         | oui       | 1971           | 48° 51′ 11″ N, 2° 15′ 10″ E |
| 10            | 2             | Lac supérieur                  | 16e            | 4         | 580          | 14,00                | oui         | oui       | 1971           | 4         | 574          | 14,00                | oui         | oui       | 1971           | 48° 51′ 23″ N, 2° 15′ 27″ E |
| 11            | 8             | Porte de la Muette             | 16e            | 4         | 290          | 14,00                | non         | oui       | 1972           | 4         | 290          | 14,00                | non         | oui       | 1972           | 48° 51′ 48″ N, 2° 15′ 57″ E |
| 12            | 12            | Demi-couverture Avenue Fayolle | 16e            | 4         | 222          | 14,00                | non         | oui       | -              |           |              |                      |             |           |                | 48° 52′ 07″ N, 2° 16′ 13″ E |
| 13            | 10            | Porte Dauphine                 | 16e            | 4         | 237          | 14,00                | non         | oui       | 1972           | 4         | 237          | 14,00                | non         | oui       | 1972           | 48° 52′ 18″ N, 2° 16′ 25″ E |
| 14            | 9             | Porte Maillot 1                | 16e            | 2         | 284          | 7,00                 | non         | oui       | 1973           | 2         | 61           | 7,00                 | non         | oui       | 1973           | 48° 52′ 33″ N, 2° 17′ 29″ E |
| 15            | 18            | Porte Maillot 2                | 16e            | 4         | 170          | 14,00                | non         | oui       | 1973           |           |              |                      |             |           |                | 48° 52′ 38″ N, 2° 17′ 27″ E |
| 16            | 14            | Porte Maillot 3                | 16e            | 4         | 220          | 14,00                | non         | oui       | 1973           |           |              |                      |             |           |                | 48° 52′ 42″ N, 2° 16′ 50″ E |
| 17            | 21            | Boulevard de Dixmude           | 17e            | 4         | 111          | 14,00                | non         | oui       | 1973           |           |              |                      |             |           |                | 48° 52′ 56″ N, 2° 16′ 59″ E |
| 18            | 15            | Porte de Villiers              | 17e            | 4         | 212          | 14,00                | non         | oui       | 1973           | 4         | 212          | 14,00                | non         | oui       | 1973           | 48° 53′ 02″ N, 2° 17′ 05″ E |
| 19            | 17            | Demi-couverture Cap. Peugeot   | 17e            | 4         | 182          | 14,00                | non         | oui       | -              | 4         | 61           | 14,00                | non         | oui       | -              | 48° 53′ 13″ N, 2° 17′ 23″ E |
| 20            | 3             | Couverture Courcelles          | 17e            | 4         | 422          | 14,00                | oui         | oui       | 1993           | 4         | 393          | 14,00                | oui         | oui       | 1993           | 48° 53′ 22″ N, 2° 17′ 48″ E |
| 21            | 20            | Porte d'Aubervilliers          | 19e            | 4         | 123          | 14,00                | non         | oui       | 1967           | 4         | 123          | 14,00                | non         | oui       | 1967           | 48° 54′ 03″ N, 2° 22′ 15″ E |
| 22            | 6             | Place du Maquis-du-Vercors     | 19e            | 4         | 360          | 14,00                | oui         | oui       | 2006           | 4         | 360          | 14,00                | oui         | oui       | 2006           | 48° 52′ 43″ N, 2° 24′ 30″ E |
| 23            | 7             | Quartier des Fougères          | 20e            | 4         | 320          | 14,00                | oui         | oui       | 2006           | 4         | 320          | 14,00                | oui         | oui       | 2006           | 48° 52′ 23″ N, 2° 24′ 44″ E |